# Андреев, Андрей Михайлович
Андрей Михайлович Андреев (род. 4 марта 1959, Ленинград) — советский и российский хоккеист и хоккейный тренер. Мастер спорта СССР.

## Биография
Бо́льшую часть карьеры провёл в команде высшей лиги ленинградском СКА. Дебютировал в сезоне 1976/77, проведя одну игру. В следующем сезоне также играл во второй лиге за «Судостроитель» Ленинград. По ходу сезона 1991/92 из команды СКА, игравшей в первой лиге, перешёл в «Ижорец» из второй лиги. Завершал карьеру в словацких командах «Дукла» Тренчин (1992—1993) и «Спартак» Дубница (1993—1995).
В 2000—2004 годах — главный тренер «Ижорца»/«Локомотива». С 2006 года — тренер молодёжных и детских команд в системе СКА (в спортивной школе имени Н. Дроздецкого Колпинского района).

## Достижения
- Бронзовый призёр чемпионата СССР 1986/87
- Обладатель Кубка Шпенглера 1977.
- Чемпион мира среди молодёжи 1979[4].
- Чемпион СССР среди молодёжи 1977[5]
- Серебряный призёр чемпионата СССР среди юниоров 1976[6]